# Anna Petrus Pons
Anna Petrus Pons   (Menorca, 1978) és una cineasta, crítica de cinema, investigadora cultural i professora menorquina que ha desenvolupat la seva carrera a Barcelona on viu des del 1996. Ha dirigit peces de cinema que inclouen videoart, cinema experimental, documental i ficció, que han recorregut festivals d'arreu del món.
Entre el 2007 i el 2018 Petrus va exercir la crítica cinematogràfica en diaris, revistes i mitjans com La Vanguardia i Dirigido por, entre d'altres. Entre el 2020 i el 2024 fou directora artística del Memorimage, festival de cinema d'imatges d'arxiu o documental de Reus, i el 2023 i 2024 fou directora artística del DocsBarcelona.
Des del 2018, escriu opinió al diari Ara on parla de cinema, audiovisual i feminisme. És sòcia fundadora de Dones Visuals i va ser-ne membre de la junta directiva entre el 2017 i el 2024.

## Trajectòria
L'any 2000 va dirigir el seu primer curtmetratge de ficció, Gínjols grocs, quan són verds, que va presentar com a projecte final de carrera a la Universitat Pompeu Fabra i que va ser seleccionat a diversos festivals. El 2004 va participar al taller de cinema «Documental y ficción: un acercamiento a la doble naturaleza del cine» impartit pel cineasta Víctor Erice,i aquell mateix any fou finalista del concurs de crítica cinematogràfica «Arquitectures imaginàries» organitzat pel CCCB en el marc de l’exposició «La ciutat que mai no existir». El 2008 va guanyar ex aequo el segon premi als XX Premis del Consell de l'Audiovisual de Catalunya a la investigació sobre comunicació audiovisual amb una recerca titulada «Formes i fronteres entre el documental i la ficció cinematogràfics: la representació de l'absència».
És llavors quan Petrus va començar a interessar-se per explorar la relació entre cinema i museu. El 2007 va dirigir La paraula viva, una videoinstal·lació produïda pel CCCB i inclosa a l'exposició «Cultura catalana. Singular i universal» de la Fira del Llibre de Frankfurt de 2007. El 2008 va comissariar el cicle «Cinèrgies» al CCCB on va coordinar In between days (2009), correspondència filmada entre els cineastes Isaki Lacuesta i Naomi Kawase. També el 2008 va dirigir una videoinstal·lació per a l'exposició «Paisatge i arquitectura» produïda per l'Institut Menorquí d'Estudis, el Col·legi Oficial d'Arquitectes de les Illes Balears i Sa Nostra. El 2020 va dirigir Solc, una peça experimental basada en el seu poema homònim, per a l'exposició «Art en la fragilitat» impulsada pel Consell Insular de Menorca. Aquesta peça formava part del projecte Films d'Interior, un conjunt de peces de cinema poètic o poesia filmada escrites, rodades i muntades en confinament, arran de la crisi del coronavirus. Emmirallant-se en Els fruits saborosos del poeta noucentista Josep Carner, Petrus va aprofitar l'aïllament físic i social per a lliurar-se a l'expressió artística sorgida de la unió de cinema i poesia.
A partir del 2006, Petrus va començar a interessar-se pel gènere documental i aquell mateix any va dirigir Es llogaret, produït per Televisió de Catalunya per al programa Taller.doc del Canal 33. Durant el 2009 va dirigir el seu segon documental titulat L'oblit a l'oli en què tracta la depredació turística del paisatge de Menorca a través de la pintura del seu avi. El 2010 va dirigir 345 segons del meu viatge a Nova York, una peça de cinema experimental que es va projectar al cicle NewFilmmakers de l'Anthology Film Archives de Nova York.
El 2012 va dirigir Heura que m’envaeixes el ventre i la follia, una altra peça de cinema documental/experimental inclosa en el film col·lectiu Ferida arrel: Maria Mercè Marçal produït per Plató Cinema i en el qual 22 cineastes catalanes reten homenatge a la literatura de Maria Mercè Marçal. En ella Petrus aprofita el seu embaràs de bessons per connectar la seva experiència d'esdevenir mare amb la literatura que Maria Mercè Marçal va dedicar a la maternitat. La peça va comptar amb l'actuació d'Heura Marçal, filla de l'escriptora. El 2017 va dirigir Pessics, trossos i troballes. Aprenentatge de Naomi Kawase, curtmetratge documental inclòs en el projecte Arxipèlag de la Mostra de Films de Dones de Barcelona i a través de la qual Petrus ret el seu particular homenatge als films de la cineasta japonesa Naomi Kawase.
A partir del 2010, Petrus comença a endinsar-se també en la ficció a través del curtmetratge Trumpet (2011), seleccionat al Festival Internacional de Cinema Fantàstic de Sitges, al FicXixón i a Filmets, entre d'altres. El 2013 va dirigir Aniversari (2013), estrenat al Festival Internacional de Cinema de Mont-real i premiat al MÈDIT Festival Internacional de Cinema de Menorca i a Filmets.  L'any 2017 va dirigir Bohèmia (2017), un curtmetratge protagonitzat per Bruna Cusí i que es va estrenar al D'A Film Festival. El film va participar en nombrosos festivals internacionals i fou premiat al Most Festival i al Long Beach Internacional Film Festival de Nova York.
L'any 2020, el seu primer guió per a un llargmetratge de ficció, Ulls de gat, va ser guardonat amb una menció a la XVII edició del Premi SGAE de guió Julio Alejandro després d'haver estat seleccionat al Torino Film Lab. L'obra tracta sobre les ferides de la infància i com aquestes impedeixen de ser lliures en la vida adulta. Això es veu reflectit en la història de la Mia, una ballarina embarassada d'una nena que té una estranya fòbia als gats que la connecta amb la seva infància i, a poc a poc, es va sentint insegura amb els canvis corporals de l'embaràs, fet que fa sorgir connexions amb el seu passat i altres temes de la seva infància que encara ha de resoldre. La pel·lícula pretén visibilitzar tots els tipus de violència que encara s'exerceixen sobre el cos de la dona i vol presentar històries que trenquin estereotips.